# Nordbahia-Springaffe
Der Nordbahia-Springaffe (Callicebus barbarabrownae) ist eine Primatenart aus der Unterfamilie der Springaffen innerhalb der Familie der Sakiaffen (Pitheciidae). Bis Ende der 1990er-Jahre galt er als Unterart des Maskenspringaffen.

## Merkmale
Nordbahia-Springaffen sind wie alle Springaffen relativ kleine Primaten mit einem langen, buschigen Schwanz und einem dichten, flauschigem Fell. Dieses ist am Rücken, an den Flanken und an der Außenseite der Gliedmaßen schmutzig-weiß oder hellgrau gefärbt, der Bauch und die Innenseiten der Gliedmaßen sind gelbgrau. Die Hände und Füße sind schwarz, der lange Schwanz orangefarben. Er kann wie bei allen Springaffen nicht als Greifschwanz verwendet werden. Der Kopf ist klein und rundlich, an der Stirn befindet sich ein schwarzer Querstreifen, auch die Ohrbüschel sind schwarz.

## Verbreitung und Lebensraum

Verbreitungsgebiet (rot)

Nordbahia-Springaffen leben im südöstlichen Brasilien. Ihr Verbreitungsgebiet umfasst den Nordosten Bahias und den Westen Sergipes, es reichte im Norden bis zum Rio São Francisco. Ihr Lebensraum sind die kleinen Waldgebiete, die inmitten der Caatinga verstreut sind.

## Lebensweise
Über die Lebensweise der Nordbahia-Springaffen ist wenig bekannt, vermutlich stimmt sie weitgehend mit der der übrigen Springaffen überein. Springaffen sind Baumbewohner und tagaktiv, sie bewegen sich vierbeinig oder springend fort. Männchen und Weibchen leben monogam und bleiben oft lebenslang zusammen. Die Familiengruppen beziehen ein festes Revier, das sie nötigenfalls aggressiv gegenüber Artgenossen verteidigen. Ihre Nahrung besteht vorwiegend aus Früchten, daneben auch aus Blättern und möglicherweise Insekten. Die Väter beteiligen sich intensiv an der Jungenaufzucht, sie tragen das Junge herum und überlassen es der Mutter nur zum Säugen. 

## Gefährdung
Der Lebensraum der Nordbahia-Springaffen ist massiv von Waldrodungen betroffen, viele Gebiete wurden in landwirtschaftlich genutzte Areale oder Siedlungsgebiete umgewandelt. Hinzu kommen die Nachstellungen durch streunende oder verwilderte Haustiere und die Jagd nach Haustieren. Die Gesamtpopulation umfasst weniger als 250 erwachsene Tiere, die auf mehrere Populationen verteilt leben – keine davon umfasst mehr als 50 Tiere. Es existieren in ihrem Lebensraum keine Schutzgebiete. Die IUCN listet die Art als vom Aussterben bedroht (critically endangered).